# Jackrogersella
Jackrogersella is een geslacht van schimmels dat behoort tot de familie Hypoxylaceae. De typesoort is Jackrogersella multiformis.

## Soorten
Volgens Index Fungorum telt het geslacht zes soorten (peildatum december 2023):
| Soortnaam                                         | Auteur(s)                                                                     | Publicatiejaar |
| ------------------------------------------------- | ----------------------------------------------------------------------------- | -------------- |
| Jackrogersella cohaerens                          | (Pers.) L. Wendt, Kuhnert & M. Stadler                                        | 2017           |
| Jackrogersella gombakensis                        | (M.A. Whalley, Y.M. Ju, J.D. Rogers & Whalley) L. Wendt, Kuhnert & M. Stadler | 2017           |
| Jackrogersella ilanensis                          | (Y.M. Ju & J.D. Rogers) L. Wendt, Kuhnert & M. Stadler                        | 2017           |
| Jackrogersella minutella                          | (Syd. & P. Syd.) L. Wendt, Kuhnert & M. Stadler                               | 2017           |
| Jackrogersella multiformis (Vergroeide kogelzwam) | (Fr.) L. Wendt, Kuhnert & M. Stadler                                          | 2017           |
| Jackrogersella nothofagi                          | (Y.M. Ju & J.D. Rogers) L. Wendt & M. Stadler                                 | 2017           |